# Primera Division de Honor
Die 1979 gegründete Primera Division de Honor (heute: Liga Nacional de Fútbol) ist die höchste Spielklasse der Federación Ecuatoguineana de Fútbol, dem nationalen Fußballverband von Äquatorialguinea. Rekordsieger ist Sony de Elá Nguema mit 16 Meisterschaften.

## Modus
Die Liga spielt in zwei Gruppen, Región Continental (Bata) und Región Insular (Malabo), mit jeweils 12 Mannschaften in Hin- und Rückspiel (insgesamt 22 Spiele) die reguläre Saison. Die drei besten Teams jeder Gruppe spielen eine Finalrunde und ermitteln so nach weiteren fünf Begegnungen den Meister.

## Saison 2023
An der Saison 2023 nehmen 16 Verein in zwei Gruppen teil.
| Región Insular         | Región Continental    |
| ---------------------- | --------------------- |
| CD Unidad Malabo       | Dragón FC             |
| Deportivo Ebenezer     | Futuro Kings FC       |
| Cano Sport Academy     | Fundación Bata        |
| The Panthers FC        | Deportivo Mongomo     |
| Leones Vegetarianos FC | Deportivo Evinayong   |
| Atlético Semu FC       | Inter Litoral Academy |
| Real Teka FC           | Akonangui FC          |
| CD Elá Nguema          | Estrella de Futuro    |

## Alle Meister
| - 1979: Real Rebola - 1980: Deportivo Mongomo - 1981: Atlético Malabo - 1982: Atlético Malabo - 1983: Dragón - 1984: Sony de Elá Nguema - 1985: Sony de Elá Nguema - 1986: Sony de Elá Nguema - 1987: Sony de Elá Nguema - 1988: Sony de Elá Nguema - 1989: Sony de Elá Nguema - 1990: Sony de Elá Nguema - 1991: Sony de Elá Nguema - 1992: Akonangui - 1993: unbekannt - 1994: unbekannt | - 1995: unbekannt - 1996: Café Sportif - 1997: Deportivo Mongomo - 1998: Sony de Elá Nguema - 1999: Akonangui - 2000: Sony de Elá Nguema - 2001: Akonangui - 2002: Sony de Elá Nguema - 2003: Atlético Malabo - 2004: Renacimiento - 2005: Renacimiento - 2006: Renacimiento - 2007: Renacimiento - 2008: Akonangui - 2009: Sony de Elá Nguema - 2010: Deportivo Mongomo | - 2011: Sony de Elá Nguema - 2012: Sony de Elá Nguema - 2013: Akonangui - 2014: Sony de Elá Nguema - 2015: Racing Micomeseng - 2015/16: Sony de Elá Nguema - 2016/17: Leones Vegetarianos - 2018: Leones Vegetarianos - 2019: Cano Sport Academy - 2020: abgebrochen - 2021: nicht ausgetragen - 2022: Deportivo Mongomo - 2023: Dragón - 2024: Deportivo Mongomo |

## Anzahl der Titel
| Verein              | Stadt      | Titel | zuletzt |
| ------------------- | ---------- | ----- | ------- |
| Sony de Elá Nguema  | Malabo     | 16    | 2016    |
| Deportivo Mongomo   | Mongomo    | 5     | 2024    |
| Akonangui           | Ebebiyín   | 5     | 2013    |
| Renacimiento        | Malabo     | 4     | 2007    |
| Atlético Malabo     | Malabo     | 3     | 2003    |
| Leones Vegetarianos | Malabo     | 2     | 2018    |
| Dragón              | Bata       | 2     | 2023    |
| Racing Micomeseng   | Micomeseng | 1     | 2015    |
| Café Sportif        | Malabo     | 1     | 1996    |
| Real Rebola         | Rebola     | 1     | 1979    |
| Cano Sport Academy  | Malabo     | 1     | 2019    |